# Augustin Frison-Roche
Pour les articles homonymes, voir Frison-Roche.
Augustin Frison-Roche, né le 7 novembre 1987 à Saint-Mandé, est un artiste peintre et sculpteur français.

## Parcours
Il commence le dessin à 15 ans (cours du soir aux Beaux-Arts de Bourges puis académie de dessin privée). Après des études littéraires (hypokhâgne au lycée militaire d'Aix-en-Provence, khâgne au lycée Camille-Jullian et licence d’histoire à Bordeaux), il se forme en peinture pendant 3 ans, dans l'atelier de François Peltier.
À partir de 2010, il réalise plusieurs expositions personnelles à Saint-Émilion, Paris et Bordeaux, ainsi que des commandes pour des établissements scolaires et des lieux de culte,.
En 2019, l'hélicoptère de son petit frère le capitaine Clément Frison-Roche est abattu lors de l'opération Barkhane. Depuis, il a soutenu le Bleuet de France dans la mise aux enchères caritatives d'un de ses tableaux en 2022.
À partir de 2020, il travaille à un ensemble de tableaux pour la cathédrale de Saint-Malo, dont un retable monumental,,.
Du 8 avril au 28 mai 2022, son exposition L'Or du soir est présentée à la galerie Guillaume à Paris,,. Le Monde des Religions écrit notamment: « L’œuvre de Frison-Roche ravive le débat sur la nature de l’art sacré, qu’il pratique, ouvert à toutes les traditions, de la Grèce homérique à l’Inde des Upanishad, comme à tout ce qui vise à élever au rang d’art le dialogue vivifiant avec l’invisible ». Cette exposition donne lieu à la publication d'un livre monographique aux éditions Klincksieck, Peintures, 2019-2022, commenté par Stéphane Barsacq.

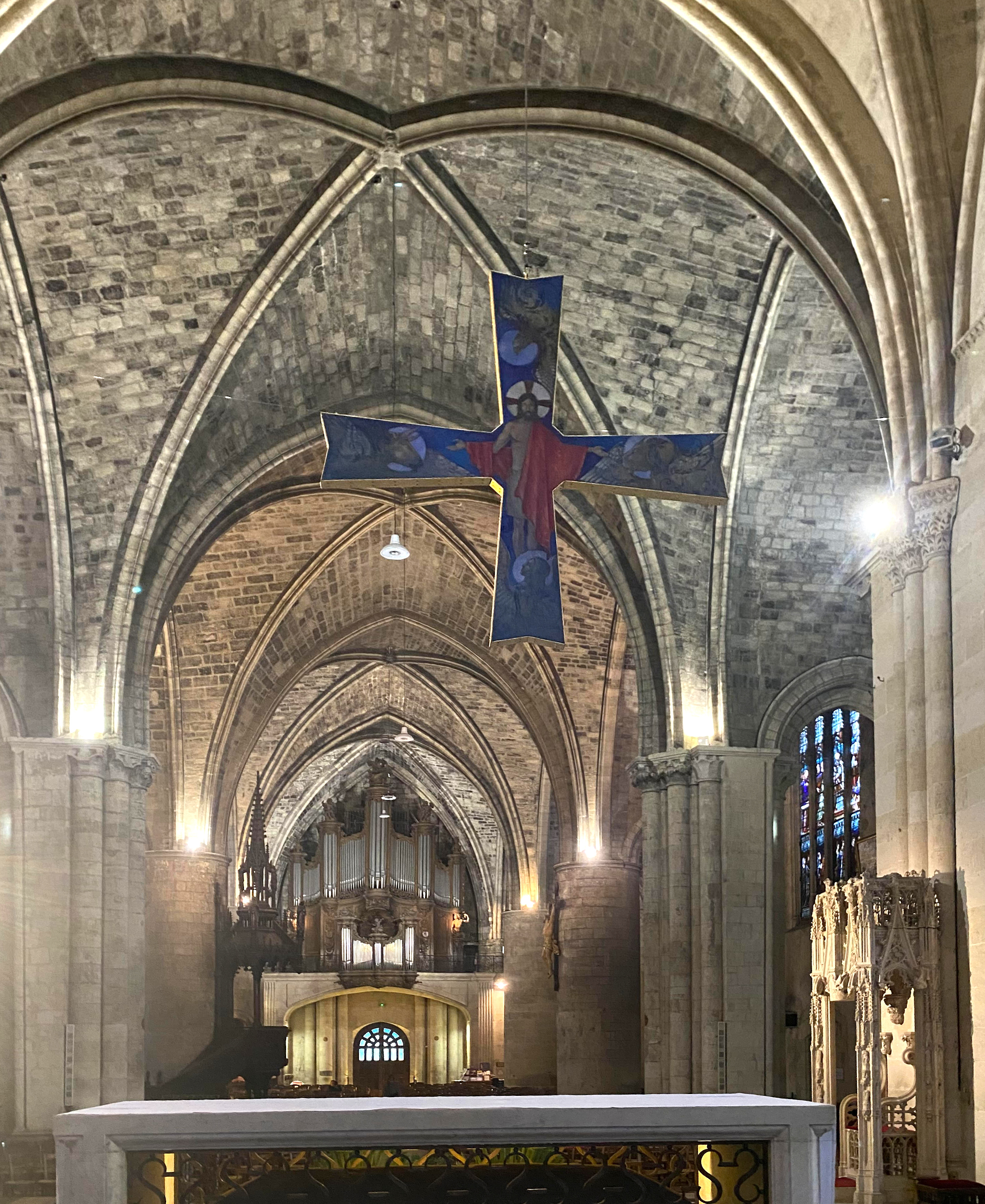
Croix à la croisée des transept de saint Seurin, Bordeaux

Début 2023 est révélé un reliquaire conçu et peint par lui pour accueillir le crâne de saint Thomas d'Aquin. Il poursuit la production d’œuvres destinées à des édifices religieux (Cambrai, Landunvez, Voisins-le-Bretonneux...).
Depuis 2023, Augustin Frison-Roche collabore avec l'Opéra national du Capitole pour lequel il conçoit l’identité visuelle des saisons lyriques. À cette occasion, il réalise chaque année une œuvre originale qui est déclinée dans les supports de communication imprimés et numériques de l’institution. Il signe ainsi Ô mon unique reine ! (2022) pour la saison 2023-2024, puis La Reine de la nuit (2023) pour la saison 2024-2025. Pour la saison 2025-2026, il crée Orphée (2024), poursuivant cette collaboration artistique étroite avec l’Opéra, dans une veine picturale qui fait écho aux thèmes du répertoire lyrique. Ses œuvres confèrent à chaque saison une dimension plastique singulière, marquée par une forte sensibilité musicale.
Du 9 janvier au 26 février 2025, une nouvelle exposition, "Épiphanies", est présentée au Collège des Bernardins. Elle fait elle aussi l'objet d'un livre dont les textes sont écrits par Christiane Rancé.

## Publication
- Avec Stéphane Barsacq, Peintures, 2019-2022, Paris, Klincksieck, 2022, 96 p.  (ISBN 978-2252046579).
- Avec Christiance Rancé, Épiphanies, Paris, Klincksieck, 2025, 112 p.